# Sabine Wespieser éditeur
Sabine Wespieser Éditeur est une maison d'édition littéraire indépendante, qui publie des textes de fiction, français et étrangers. Elle privilégie une politique d’auteurs : Léonor de Récondo, Vincent Borel, André Bucher, Michèle Lesbre, Jean Mattern, Diane Meur, Zahia Rahmani, Tariq Ali, Duong Thu Huong, Nuala O'Faolain, Tákis Theodorópoulos. Elle compte environ 140 titres pour plus d'une soixantaine d’auteurs début 2015.

## Historique et politique éditoriale
Sabine Wespieser fonde sa maison en 2001, après son départ des éditions Actes Sud, qu'elle avait intégrées en 1987. Elle souhaite retrouver une petite structure qui lui permette de suivre les textes édités le plus loin possible, et de suivre et accompagner les écrivains. Elle se limite donc à publier une dizaine de titres par an,. Cependant, elle choisit de se faire diffuser par Sodis puis par Volumen afin d'assurer aux auteurs qui la suivent depuis Actes Sud la même visibilité nationale.
Outre le nombre limité de titres publiés chaque année, Sabine Wespieser s'attache à publier une vaste palette d'auteurs venus d'horizons variés : « Je tiens beaucoup à publier de la littérature étrangère d'horizons très divers. C'est une manière de donner du sens et de l'oxygène. Avec les livres, il s'agit d'ouvrir des fenêtres. »
En 2003, la maison connaît son premier succès avec Chimères de Nuala O'Faolain, qui se vend à 15 000 exemplaires. En 2007, la sélection du roman de Michèle Lesbre, Le Canapé rouge, pour le prix Goncourt — et qui devient finaliste —, confirme la renommée que gagne la maison. Le 3 novembre 2014, le roman Bain de lune, de Yanick Lahens, remporte le prix Femina.
En 2017, Léonor de Récondo obtient également le Prix du roman des étudiants France Culture–Télérama pour son roman Point cardinal.

### Pas de collection et un format unique
Sabine Wespieser a choisi de ne pas avoir de collections car, affirme-t-elle, les livres qu'elle édite sont ceux qui lui plaisent : les diviser n'aurait pas de sens.
En outre, tous les livres présentent le même format, proche du carré : 14 × 18 cm. Ils ont la hauteur d'un format poche (qui mesure 10 × 18 cm), mais sont légèrement plus larges. C'est un parti pris qui s'oppose au format d'Actes-Sud (des livres plus hauts et plus étroits).
Le choix de la couverture s'inspire des grandes collections littéraires comme la collection Blanche de Gallimard, ou les éditions de Minuit : absence d'illustration et bordure autour de la page. Cependant, le cartouche coloré avec le nom de l'éditeur brise en partie le classicisme de la couverture.

### Prix littéraires
- 2005 : Patrick Delperdange, Chants des gorges, prix Victor Rossel et prix Victor Rossel des jeunes
- 2006 : Nuala O'Faolain, L'Histoire de Chicago May, prix Femina étranger
- 2007 : 
  - Duong Thu Huong, Terre des oublis, grand prix des lectrices de Elle
  - Michèle Lesbre, Le Canapé rouge, Prix Pierre Mac Orlan et prix Millepages
  - Diane Meur, Les Vivants et les Ombres, prix Rossel et prix Victor Rossel des jeunes
- 2009 : Yanick Lahens, La Couleur de l'aube, prix RFO du livre:
- 2011 : Hyam Yared, Sous la tonnelle, Prix Littéraire Richelieu de la Francophonie
- 2014 : Yanick Lahens, Bain de lune, prix Femina
- 2015 : Léonor de Récondo, Amours, prix des libraires[6] et Grand prix RTL-Lire[6]
- 2016 :
  - Léonor de Récondo, Amours, prix des étudiants francophones, dépendant du prix littéraire des jeunes Européens[7]
  - André Bucher, Déneiger le ciel, prix de littérature française du salon Lire en Poche[8]
- 2017 : 
  - Kéthévane Davrichewy, L'Autre Joseph, prix des Deux Magots
  - Louis-Philippe Dalembert, Avant que les ombres s'effacent, prix Orange du livre et prix France Bleu/Page des libraires
  - Léonor de Récondo, Point cardinal, Prix du roman des étudiants France Culture-Télérama
- 2019 :
  - Louis-Philippe Dalembert, Mur Méditerranée, prix de la langue française et choix Goncourt de la Pologne
- 2022 : 
  - Sarah Jollien-Fardel, Sa préférée, prix du roman Fnac, choix Goncourt de la Suisse et prix Goncourt des détenus